# Калоре Варијанте (Авелино)
Калоре Варијанте је насеље у Италији у округу Авелино, региону Кампанија.
Према процени из 2011. у насељу је живело 89 становника. Насеље се налази на надморској висини од 236 м.